# Браницький Мирон Олексійович
Браницький Мирон Олексійович (псевдо Буря; 19 квітня 1919, с. Скварява, Золочівський повіт, ЗУНР; тепер — Золочівський район, Львівська область — 25 лютого 1949, с. Гутисько-Тур'янське, Буський район, Львівська область) — командир ТВ-15 «Яструб» ВО-2 «Буг», керівник Бродівського надрайонного проводу ОУН, Лицар Бронзового хреста бойової заслуги УПА.

## Життєпис
Народився у сім'ї селян. Освіта — неповна середня. Член ОУН з 1938 р. Службовець української поліції та інструктор поліційної школи у Львові (12.12.1942-18.01.1944). В УПА від 18.01.1944 р. Командир чоти сотні УПА «Дружинники» (1945), командир сотні УПА «Дружинники» («Сурмачі»; кін. 1945—1946), командир ТВ-15 «Яструб» ВО-2 «Буг» (1946), організаційний референт Золочівського окружного проводу ОУН (осінь 1947 — 09.1948), керівник Бродівського надрайонного проводу ОУН (09.1948-02.1949).
Загинув через зраду в оточеній емгебистами хаті разом із своїми охоронцями. Не бажаючи здаватися живим в руки ворога, застрелився. Старший вістун (?), старший булавний (1.01.1946), поручник (22.01.1946) УПА.

## Нагороди
- Згідно з Наказом військового штабу воєнної округи 2 «Буг» ч. 21 від 5.09.1946 р. поручник УПА, командир ТВ 15 «Яструб» ВО 2 «Буг» Мирон Браницький — «Буря» нагороджений Бронзовим хрестом бойової заслуги УПА.
- Відзначений Похвалою в наказі ВО 2 «Буг» (4.05.1946).